# أوستين هاريسون
أوستين سانت بارب هاريسون (بالإنجليزية: Austen Harrison ؛ 1891–1976) مهندس معماري بريطاني. له عدة أعمال مشهورة في فلسطين والأردن ومناطق أخرى في الشرق الأوسط في فترة أوائل القرن العشرين.

## السيرة المهنية

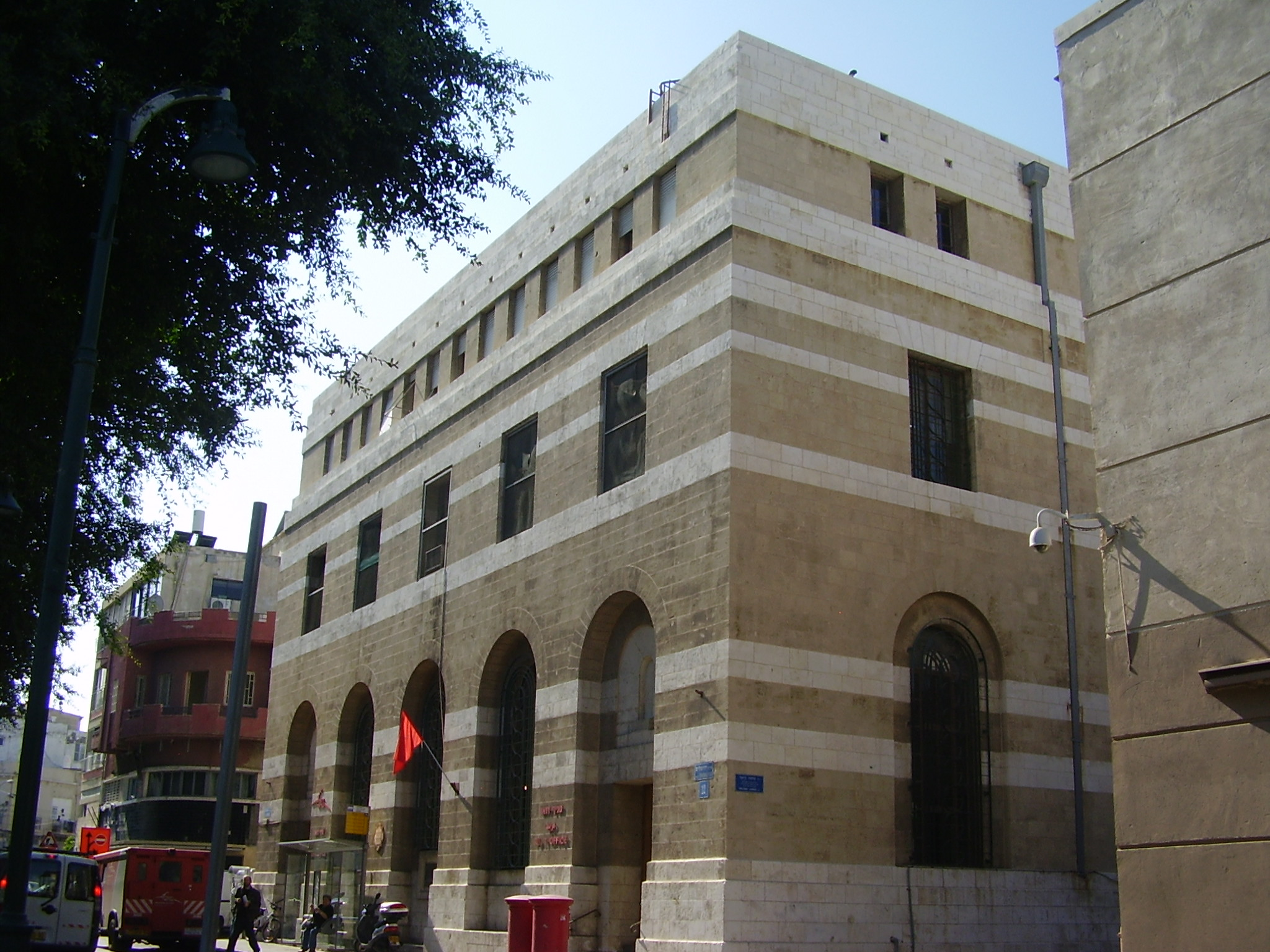
مبنى البريد المركزي في يافا، أحد أعمال هاريسون.

وُلد هاريسون سنة 1891 في انجلترا. درس الهندسة في كندا ثم عاد إلى وطنه عام 1913. في لندن أكمل دراسة تخطيط المدن. سنة 1919 رحل إلى اليونان للعمل فيها. هناك درس العمارة الإسلامية والبيزنطية واشترك في تصميم وترميم مبان عديدة في منطقة مقدونيا. سافر في رحلة إلى إسطنبول وبهر بالعمارة الإسلامية القديمة. بعدها اشتغل فترة قصيرة في الهند.
في سنة 1922 قدم إلى فلسطين وعُين في منصب المهندس المعماري الرئيسي لدائرة الأعمال العامة لحكومة الانتداب البريطاني. خلال الخمسة عشر سنة التي أمضاها في القدس سكن في بيت عربي تقليدي في منطقة أبو طور. أعماله في البلاد تضمنت العديد من المباني العامة التي صممها في القدس وخارجها، اهمها متحف روكفلر وقصر المندوب السامي البريطاني على جبل أبو طور، الذي يستعمل اليوم كمقرا لهيئة الامم المتحدة في المنطقة. غادر هاريسون البلاد عام 1937 قبل الافتتاح الرسمي للمتحف ثم استقر في مصر ومن هناك إلى قبرص. خلال الخمسينات من القرن العشرين توجه للسكن في اليونان، اعتزل الهندسة واخيرا توفي وقبر هناك سنة 1976.